# 이스터섬
이스터섬(영어: Easter Island) 또는 파스쿠아섬(스페인어: Isla de Pascua 이슬라 데 파스쿠아[*], 문화어: 빠쓰꽈섬)은 오세아니아의 폴리네시아에 위치한 칠레 영토의 화산섬이다. 면적은 163.6km2이다.
이스터섬 주민들은 라파누이(Rapa Nui ‘커다란 땅’)라고 부른다. 주도는 항가로아이며 행정 구역상으로는 발파라이소주 이슬라데파스쿠아현에 속한다.

## 역사
이스터섬의 원주민들은 약 2,900년 전부터 폴리네시아에서 카누로 이주해온 것으로 추정된다. 원주민들은 이 섬을 라파누이(Rapa Nui)라 부르는데 '커다란 땅'이란 뜻이다.
라파누이 바깥의 세계에서 공식적으로 인정받은 섬의 발견은 1722년 4월 5일에 네덜란드의 사령관 야콥 로게벤에 의한 것이다. 그날 오후 5시경, 섬을 발견한 것은 로게벤이 지휘했던 세척의 배 가운데 하나인 아프리카안쉬 갈레이호였다. 이 배의 항해일지는 첫 발견을 이렇게 적어놓았다.
오후 시계로 모래시계를 열 번째 쟀을 즈음, 앞에서 항해하던 아프라카안쉬 갈레이호가 바람을 가르며 나아갔다. (중략) ... 육지가 보인다는 신호를 보내고 있었다. … 낮고 편평한 섬 하나가 … 우리는 … 그 섬에 파슈 에일란트(Paasch Elyland, 영어: Easter Island)라는 이름을 붙였다. 이 섬을 발견하고 찾아낸 날이 부활절이기 때문이다.

1722년 로헤벤이 이스터섬을 방문하였을 당시 인구는 5-6천 명 정도였다. 1805년 미국의 노예 상인들이 22명의 원주민을 잡아갔고 1862년 페루의 노예 상인들이 이 섬의 지배 계층을 포함한 원주민들을 마구잡이로 잡아가기 시작하였다. 1877년 이스터섬에는 110여 명의 원주민만이 남게 되었다.

## 지리
이스터섬은 오세아니아의 동부 한가운데 있다. 또한 이스터섬은 칠레에 속해 있다. 이스터섬은 칠레로부터 약 3,700km, 핏케언 제도로부터도 2,075km 떨어져 있어서 이동하는 데만 해도 5시간 정도가 걸린다.
이스터섬은 대략 삼각형에 가까운 모양을 하고 있는데 꼭짓점에 해당하는 세 개의 화산과 70여 개의 측화산이 분출하면서 섬이 만들어졌기 때문이다. 플라이스토세에 섬의 기반을 이루는 라노 카우 화산과 포이케 화산이 분출하였고, 이후에 플라이스토세에서 플라이오세 사이에 순상 화산인 테레바카 화산이 분출하였다. 이스터섬의 북단에 있는 테레바카 화산은 이 섬의 가장 큰 산이다. 가장 높은 곳의 높이는 해발 510m 정도이다.
남태평양 한 가운데에서 솟아오른 이스터섬의 표고는 높지 않으나 주변 수심은 무척 깊은 편이다. 섬으로부터 200m 떨어진 곳의 수심도 약 1,000m에 달하며 화산 경사면이 끝나는 지점의 수심은 8,000m에 달한다.
현재 이스터섬에서 보이는 암석의 범위는 놀랄 만큼 폭넓은데, 섬에 있는 세 곳의 봉우리는 주로 현무암으로 구성되어 있다. 라노 카우 절벽에는 육각 기둥 모양의 주상절리가 관측된다. 라노 카우 주변과 모투 이티 주변의 지층에는 화산유리인 흑요암이 다수 발견되며, 그 유명한 모아이를 조각한 암석은 라노 라라무의 응회암으로 만들어진 것이다.
또한 해안 절벽을 따라 많은 용암 동굴이 관측된다. 테라비카에서는 용암동굴의 천장이 몇 차례 무너져 길이가 10m 이상씩 되는 동굴이 발견되기도 했다. 그리고 무너져 내리지 않고 남아 있는 동굴 가운데는 두께가 30cm 정도까지 얇은 동굴도 있었다. 이렇게 동굴이 풍부하여 빗물의 대부분이 지하로 스며들기 때문에 섬의 넓은 지역이 습기 없이 메마른 모습을 띠게 만든다. 실제로 이 섬 어디를 가더라도 지속적으로 땅 위를 흘러가는 시내나 개울은 하나도 찾을 수 없다. 물론 비가 많이 내릴 때는 테라바카에서 바다 쪽으로 단속적으로 흘러드는 개울물이 있기는 하지만 중앙에 높은 고원이 없기 때문에 침식으로 형성되는 작은 협곡도, 개울이나 계곡도 형성될 수 없다.
이스터섬의 해안선은 폴리네시아 제도에 속한 섬으로서는 이례적으로 산호초가 적다. 물론 작은 산호충들이 자라긴 하지만 바닷물의 온도가 겨울에는 섭씨 21℃까지 떨어지기 때문에 산호초를 이루는 타입의 산호충들이 살아가기에는 너무 낮은 온도이다. 이는 폭풍우가 몰아치면 해안에 보호벽이 전혀 없다는 의미이기 때문에 포이케, 라노 카우 주변과 테라바카의 북쪽 지역에 300m 높이에 달하는 가파른 절벽이 생겼다. 오직 남쪽 해안만 이런 규모의 침식을 피할 수 있었던 것 같다. 그래서 남쪽 해안은 부드럽고 완만하게 경사를 이룬 해안선이 폭넓게 흩어져 있다.
해안선에는 모래 해변이 드물다. 오직 북쪽 해안에 있는 아나케나에서나, 또는 좀 덜 알려진 라페루즈만 근처에서만 모래 해변을 찾아볼 수 있다. 이 때문에 대부분 지역에서 카누보다 큰 선박은 정박하기 어렵게 되어 있다. 그래서 이스터섬에 전래되는 이야기에 따르면 이 섬을 최초로 발견한 호투 마투아는 아나케아에 정박하기 전에 두 척의 카누에 타고 섬을 한 바퀴 돌았다고 한다.
| 사모아 제도자와보르네오필리핀발리티모르퍼스캔버라뉴질랜드하와이뉴기니이스터캐롤라인 제도피지뉴칼레도니아핏케언 제도class=notpageimage\| 태평양에서의 이스터섬의 위치 |

## 기후
이스터섬은 온난 습윤 기후가 나타난다. 연평균 기온은 계절이 바뀔 때마다 약간의 차이를 보이긴 하지만 섭씨 20.5℃이다. 가장 따뜻한 시기는 1월과 2월이고, 기온이 23.4℃이다. 그리고 가장 서늘한 시기는 7, 8월로서 17.8℃의 기온을 나타낸다. 낮과 밤의 일교차도 심하지 않고 적절하며 서리가 내린다고는 알려져 있지 않다. 일년 내내 내리는 강우는 다소 불규칙하고 연평균 강우량은 1,198mm이다. 가장 습한 시기는 보통 3월에서 6월에 이르는 때이고 습한 시기인 하지만 가뭄이 여러 달에 걸쳐 나타나기도 한다. 보통 가장 건조한 시기는 9월이다. 강우량 또한 해마다 크게 차이를 보인다. 1948년에는 강우량이 1,550mm였으나, 1953년에는 766mm에 불과했다. 달에 따라서도 강우량의 변동은 심한 편이다. 섬의 크기가 작은데도 섬 전역이 다양한 강우 분포도를 보인다. 섬의 중앙 지역에는 북쪽 해안보다 훨씬 더 많은 비가 내리는데, 이것은 기온과 지형, 그리고 바람의 방향과 세기가 상호 작용한 결과이다.
이스터섬은 바람이 아주 많이 부는 지역이다. 이곳에서 바람은 기후를 결정짓는 중요한 요소가 된다. 바람이 잠잠한 날이 거의 없을 정도이다. 풍향은 대체로 9월에서 5월 사이에는 동풍과 남동풍이 불고, 나머지 시기 동안에는 북풍과 북서풍이 불어온다. 폭풍우가 심한 것으로 알려져 있는 데다 괜찮은 항구가 없기 때문에 배가 오가는데 심각한 문제로 여겨져 왔다. 이스터섬에는 바람이 완전히 차단되는 지역들이 있는데, 가장 널리 알려진 지역이 라노 카우 분화구 안이다.
| 이스터섬의 기후          | 이스터섬의 기후 | 이스터섬의 기후 | 이스터섬의 기후 | 이스터섬의 기후 | 이스터섬의 기후 | 이스터섬의 기후 | 이스터섬의 기후 | 이스터섬의 기후 | 이스터섬의 기후 | 이스터섬의 기후 | 이스터섬의 기후 | 이스터섬의 기후 | 이스터섬의 기후 |
| 월                       | 1월             | 2월             | 3월             | 4월             | 5월             | 6월             | 7월             | 8월             | 9월             | 10월            | 11월            | 12월            | 연간            |
| ------------------------ | --------------- | --------------- | --------------- | --------------- | --------------- | --------------- | --------------- | --------------- | --------------- | --------------- | --------------- | --------------- | --------------- |
| 일평균 최고 기온 °C (°F) | 25 (77)         | 26 (79)         | 25 (77)         | 24 (75)         | 22 (72)         | 21 (70)         | 20 (68)         | 20 (68)         | 21 (70)         | 21 (70)         | 22 (72)         | 24 (75)         | 23 (73)         |
| 일평균 최저 기온 °C (°F) | 21 (70)         | 21 (70)         | 21 (70)         | 20 (68)         | 18 (64)         | 17 (63)         | 16 (61)         | 16 (61)         | 16 (61)         | 16 (61)         | 18 (64)         | 19 (66)         | 18 (65)         |
| 평균 강수량 cm (인치)    | 9 (3.5)         | 8 (3.1)         | 8 (3.1)         | 11 (4.3)        | 12 (4.7)        | 10 (3.9)        | 9 (3.5)         | 8 (3.1)         | 8 (3.1)         | 7 (2.8)         | 8 (3.1)         | 9 (3.5)         | 113 (44)        |
| 출처: 기후 데이터베이스  |                 |                 |                 |                 |                 |                 |                 |                 |                 |                 |                 |                 |                 |

## 문화

### 모아이

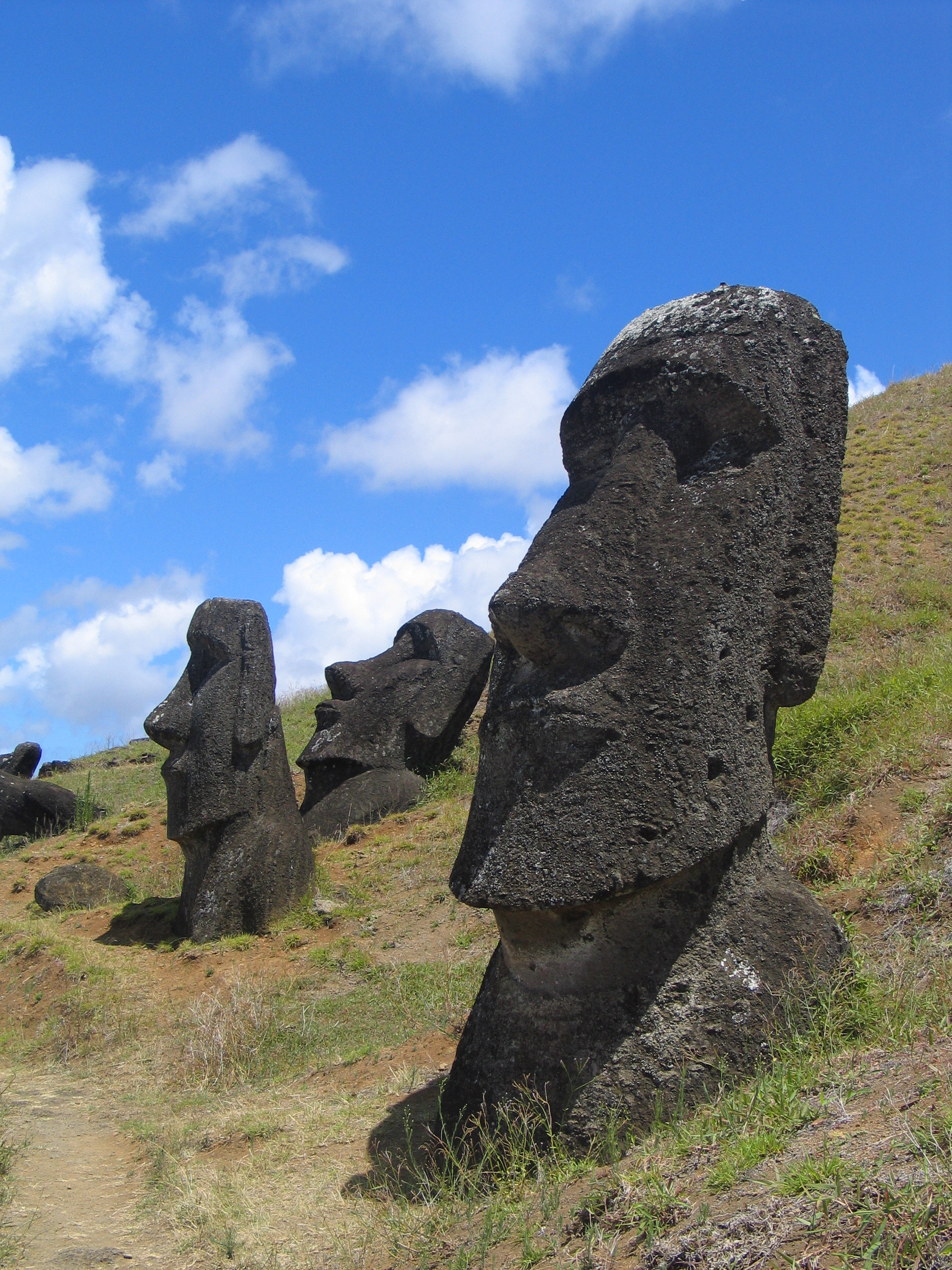
이스터섬의 모아이 석상

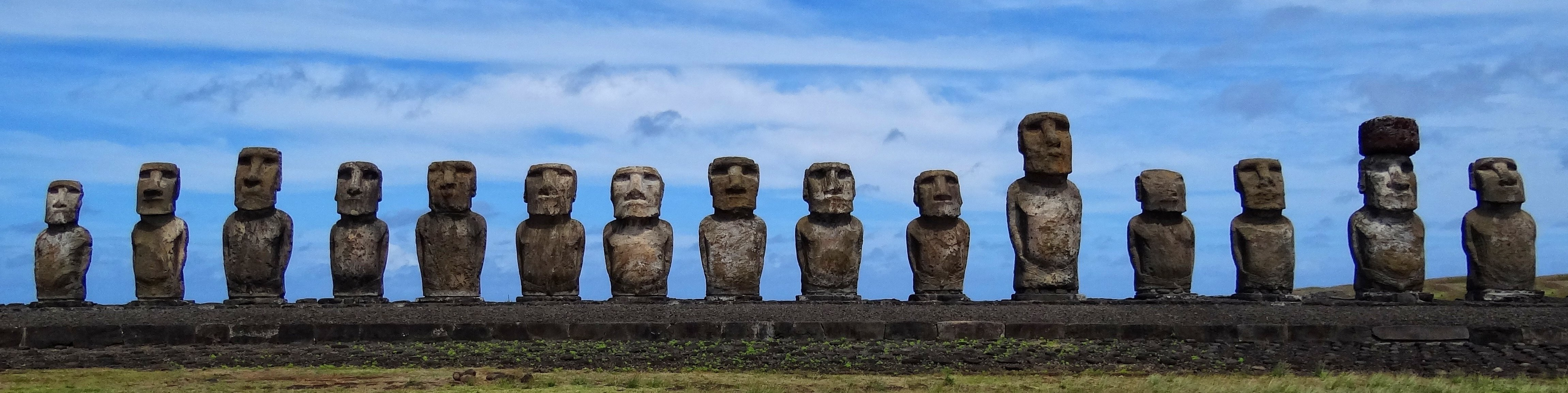
모아이 석상들

이스터섬은 거대한 석상 모아이로 유명하다. 모아이는 초자연적인 현상의 존재를 주장하는 사람들이 자주 사용하는 소재이다. 이들은 이 석상이 외계인이나 초자연적인 존재에 의해 세워졌다고 주장하고는 한다. 그러나 모아이는 이스터섬의 원주민들이 세운 것으로 11세기에 가장 많이 만들어졌으며 17세기까지 제작되었다.
일반적으로 3.5~5.5m에 이르는 모아이는 약 900여 개가 이스터섬 곳곳에 놓여 있다. 보통은 무게가 20톤 정도이나 큰 것은 10m의 높이에 무게도 90톤이나 되는 것도 있다. 모아이에 대한 초자연적인 전설은 이 섬을 방문한 로헤벤으로부터 시작된다. 그는 나무가 한 그루도 없는 이 섬에서 어떻게 이런 거대한 석상을 세울 수 있었는지 놀라워했다.
1968년 스위스인 다니켄은 원주민과 면담 결과 모아이가 외계인의 작품이라 주장하여 세상의 이목을 끌었다.
그러나 과학적 조사 결과, 이스터섬에는 17세기까지도 나무가 무성했다는 사실이 밝혀졌고 석상의 재질이 제주도의 돌하르방 같은 현무암 재질이어서 조각하기가 수월했었다는 사실이 밝혀졌다. 1956년 노르웨이의 헤이엘다르는 12톤의 모아이를 나무로 된 도구만을 사용하여 섬 주민 180명과 한 달 만에 바닷가까지 옮겼으며, 만드는 방법은 고인돌하고 비슷했었다.

### 칠레 정부의 원주민에 대한 학대
칠레 정부의 이스터섬 원주민들에 대한 학대는 매우 심각하여 사회문제로 거론되었다. 이스터섬의 관광상품을 칠레인들이 독점하게 했으며 이 때문에 이스터섬 원주민들은 하루하루 생계를 걱정하게 만들었다. 게다가 인종차별 역시 심각한 문제로 칠레 본토인들이 2010년대인 현재까지도 이스터섬 원주민에 대해 심각한 인종차별을 자행하고 있으며 칠레 정부는 이를 묵인하고 있다.
칠레 정부는 이스터섬의 관광상품으로 꽤 이득을 보고 있지만 정작 이스터섬의 원주민들에게는 이스터섬의 관광산업에 종사하지 못하게 하여 생계유지에 어려움을 겪게 만들었다. 이에 따라 이스터섬 원주민들은 국제사회에 칠레로부터 독립을 요구하고 있지만 칠레 정부에서는 그런 일이 발생할 때마다 이스터섬의 원주민들을 무력으로 진압해왔다.

### 문자와 언어
이스터섬 원주민들은 독자적인 문자를 가지고 있었다.
제레드 다이아몬드는 그의 저서 《총 균 쇠》에서 이스터섬의 문자 유물이 가장 오래된 것도 1851년의 것이란 점을 들어 이들의 문자가 1770년 스페인 함대의 침공 이후에 만들어졌을 것이라 주장한다.

## 환경의 변화
현재의 이스터섬에는 나무가 거의 없으나 원래는 다양한 나무가 자라는 숲이 우거진 섬이었다. 어떤 이유로 황폐화되었다고 추정하고 있다.
이 이유에는 두 가지 설이 있다.
환경과학자들은 이스터섬의 원주민들이 어업을 위한 선박의 건조, 모아이 석상을 세우기 위한 도구의 제작 등으로 소중한 자원인 나무를 고갈시켜버린 것이 이 섬에 기근을 가져왔고, 그로 인해 기초적인 사회 유지가 불가능하게 되었다고 설명한다. 이스터섬은 1772년 무렵, 이미 작은 나무 몇 그루만이 있는 초원 지대가 되었다.
최근에 이와 반대되는 가설이 나왔다. 이스터섬의 황폐화는 외부인 때문이라고 보는 설이다. 유럽인이 원주민을 노예로 끌고 가서 섬의 인구가 급속히 줄었다고 한다. 산림 고갈 역시 유럽인들의 배에 섞여 들어온 쥐가 급속히 증가하여 야자나무 씨 등을 닥치는 대로 먹어치워서 섬의 황폐화를 가져왔다고 본다.

## 같이 보기
- 노스센티널섬
- 옴파로스
- 포데스타섬

## 참고 자료
- 존 플렌리, 폴 반, 《이스터섬의 수수께끼》, 아침이슬, 유정화 옮김, 2005년 ISBN 89-88996-49-6